# Seritinga
Seritinga est une municipalité brésilienne de l'État du Minas Gerais et la microrégion d'Andrelândia.